# 横井 (名古屋市)
横井（よこい）は愛知県名古屋市中村区と中川区にある町名。現行行政地名は横井一丁目及び横井二丁目。住居表示未実施。横井町は中村区のみに存在し、9つの小字が設置されている。

## 地理
名古屋市中村区の南西部、中川区の北西部に位置し、東に中村区八社と中川区川前町、他の地域は富田町に接する。

## 歴史

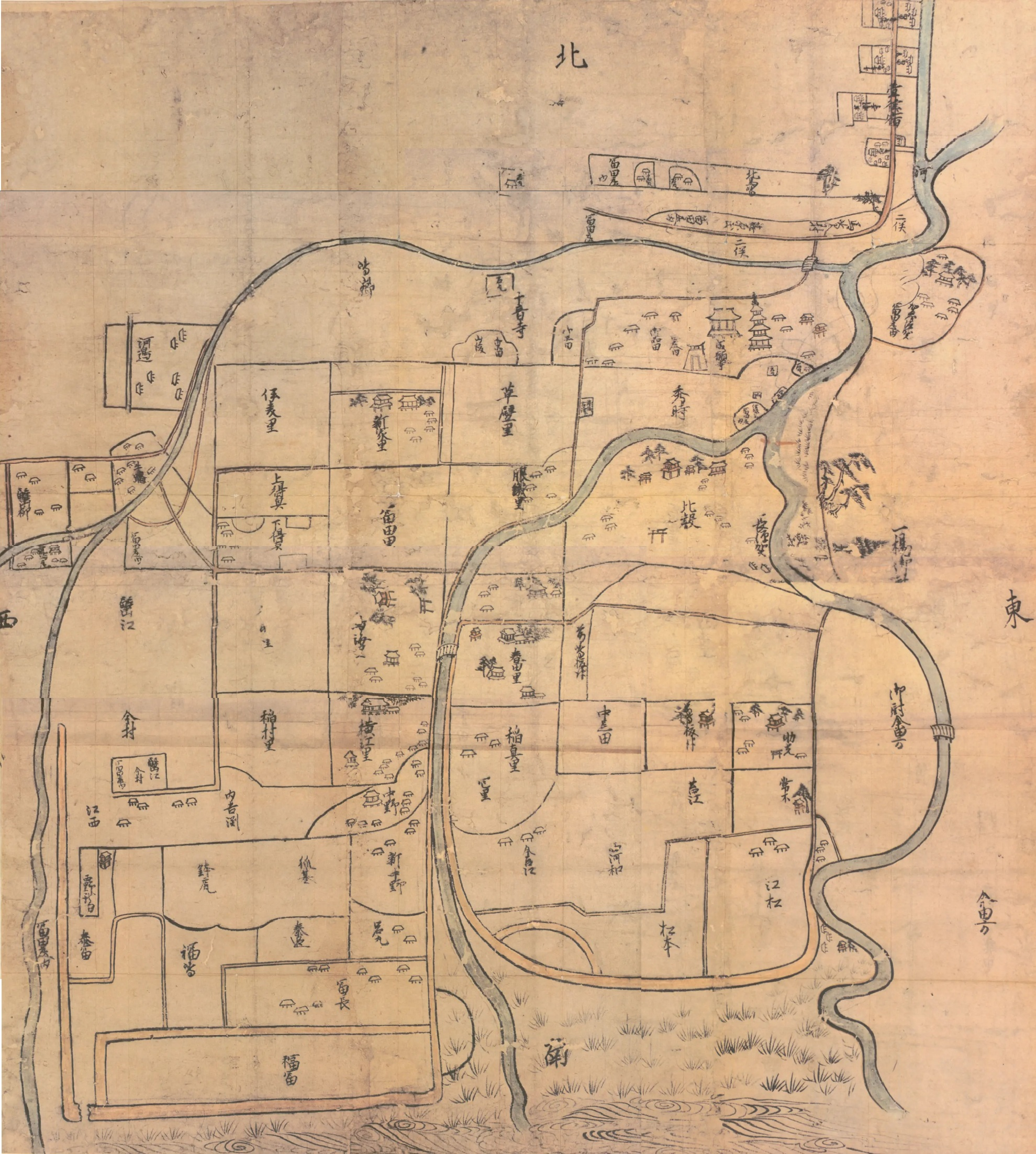
14世紀前半成立の富田庄絵図（円覚寺文書）。庄内川東岸の「一楊御厨」と記されているあたりが当地と推定される。

鎌倉期までは「越智（おち）」と称されていた地域であり、千竈郷に属していたらしい。14世紀前半成立の『富田荘絵図』ではこの付近を一楊御厨としており、草木や家屋が描かれている。

### 町名の由来
江戸期の愛知郡横井村を前身とする。かつては「横江」とも書いた。「横井」という地名は室町期から見え、高野宮棟札に「文明歳中乙巳前田氏祈祷所 横井村」とある。『信雄分限帳』には「横井　大西」とあり、天正年間には大西という人物の知行地となっていたらしい。

### 行政区画の変遷

#### 横井町
- 1889年（明治22年）10月1日 - 愛知郡横井村が合併に伴い、同郡御厨村大字横井となる[1]。
- 1906年（明治39年）5月10日 - 合併に伴い、愛知郡荒子村大字横井となる[1]。
- 1921年（大正10年）8月22日 - 合併に伴い、名古屋市南区横井町となる[1]。
- 1937年（昭和12年）10月1日 - 中川区編入に伴い、同区横井町となる[1]。
- 1944年（昭和19年）2月11日 - 中村区編入に伴い、同区横井町となる[1]。
- 1980年（昭和55年）3月9日 - 一部が中村区横前町・横井一丁目・横井二丁目・川前町・八社二丁目に編入される[1]。

#### 横井一丁目・横井二丁目
- 1974年（昭和49年）11月15日 - 中川区横井一丁目および同二丁目が同区富田町大字前田の一部によりそれぞれ成立[2]。
- 1980年（昭和55年）3月9日 - 中村区横井一丁目が同区横井町・岩塚町の各一部により、同区横井二丁目が同区横井町の一部により成立[1]。

## 世帯数と人口
2019年（平成31年）2月1日現在の世帯数と人口は以下の通りである。
| 区     | 丁目               | 世帯数    | 人口    |
| ------ | ------------------ | --------- | ------- |
| 中村区 | 横井一丁目         | 599世帯   | 1,194人 |
| 中村区 | 横井二丁目         | 282世帯   | 628人   |
| 中村区 | 中村区 計          | 881世帯   | 1,822人 |
|        |                    |           |         |
| 中川区 | 横井一丁目・二丁目 | 178世帯   | 316人   |
| 中川区 | 中川区 計          | 178世帯   | 316人   |
|        |                    |           |         |
| 計     | 計                 | 1,059世帯 | 2,138人 |

## 学区
市立小・中学校に通う場合、学校等は以下の通りとなる。また、公立高等学校に通う場合の学区は以下の通りとなる。
| 区     | 丁目       | 番・番地等 | 小学校                 | 中学校               | 高等学校 |
| ------ | ---------- | ---------- | ---------------------- | -------------------- | -------- |
| 中村区 | 横井一丁目 | 全域       | 名古屋市立八社小学校   | 名古屋市立御田中学校 | 尾張学区 |
| 中村区 | 横井二丁目 | 全域       | 名古屋市立八社小学校   | 名古屋市立御田中学校 | 尾張学区 |
| 中川区 | 横井一丁目 | 全域       | 名古屋市立長須賀小学校 | 名古屋市立助光中学校 | 尾張学区 |
| 中川区 | 横井二丁目 | 全域       | 名古屋市立長須賀小学校 | 名古屋市立助光中学校 | 尾張学区 |

## 交通
- 愛知県道106号鳥ヶ地名古屋線
- 名古屋市営バス
  - 区域内にある横井町停留所で一部便が中村公園・名古屋駅方面へ折り返している。

## 施設

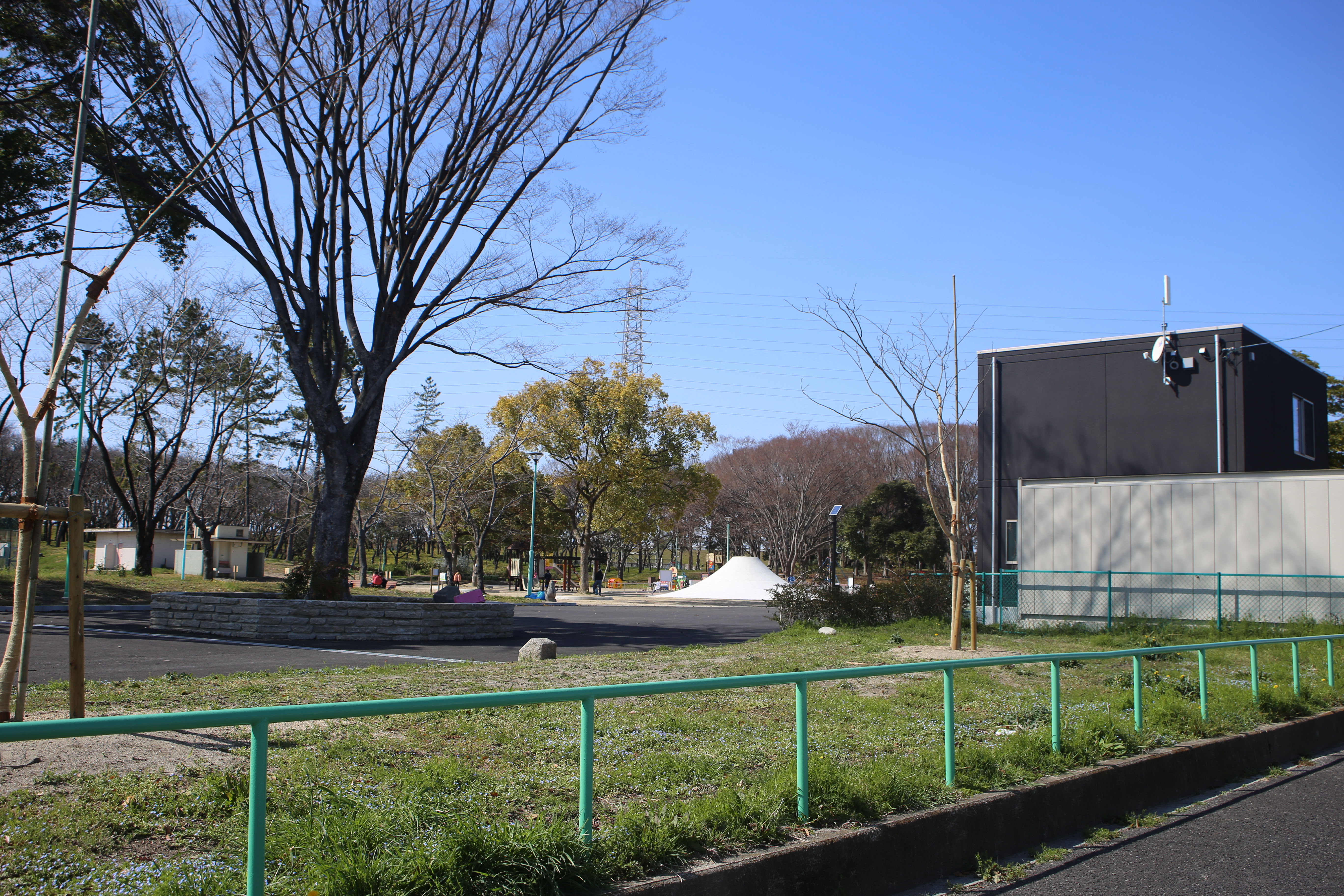
横井山緑地

- 横井山緑地

## その他

### 日本郵便
- 集配担当する郵便局は以下の通りである[WEB 10]。

| 区     | 町丁   | 郵便番号 | 郵便局     |
| ------ | ------ | -------- | ---------- |
| 中川区 | 横井   | 454-0915 | 中川郵便局 |
| 中村区 | 横井   | 453-0866 | 中村郵便局 |
| 中村区 | 横井町 | 453-0867 | 中村郵便局 |

### WEB
1. 1 2 3  “町・丁目(大字)別、年齢(10歳階級)別公簿人口(全市・区別)”.   名古屋市 (2019年2月20日). 2019年2月20日閲覧。
2. 1 2  “郵便番号”.  日本郵便. 2019年2月10日閲覧。
3. 1 2  “郵便番号”.  日本郵便. 2019年2月10日閲覧。
4. 1 2  “市外局番の一覧”.   総務省. 2019年1月6日閲覧。
5. 1 2  “郵便番号”.  日本郵便. 2019年2月10日閲覧。
6. ↑  “中村区の町名一覧”.   名古屋市 (2015年10月21日). 2019年2月13日閲覧。
7. ↑  “中川区の町名一覧”.   名古屋市 (2015年10月21日). 2019年2月13日閲覧。
8. ↑  “市立小・中学校の通学区域一覧”.   名古屋市 (2018年11月10日). 2019年1月14日閲覧。
9. ↑  “平成29年度以降の愛知県公立高等学校（全日制課程）入学者選抜における通学区域並びに群及びグループ分け案について”.   愛知県教育委員会 (2015年2月16日). 2019年1月14日閲覧。
10. ↑  郵便番号簿 平成29年度版 - 日本郵便. 2019年02月10日閲覧 (PDF)

### 書籍
1. 1 2 3 4 5 6 7  名古屋市計画局 1992, p. 778.
2. ↑  名古屋市計画局 1992, p. 833.